# Henry Grey, 1. Duke of Kent

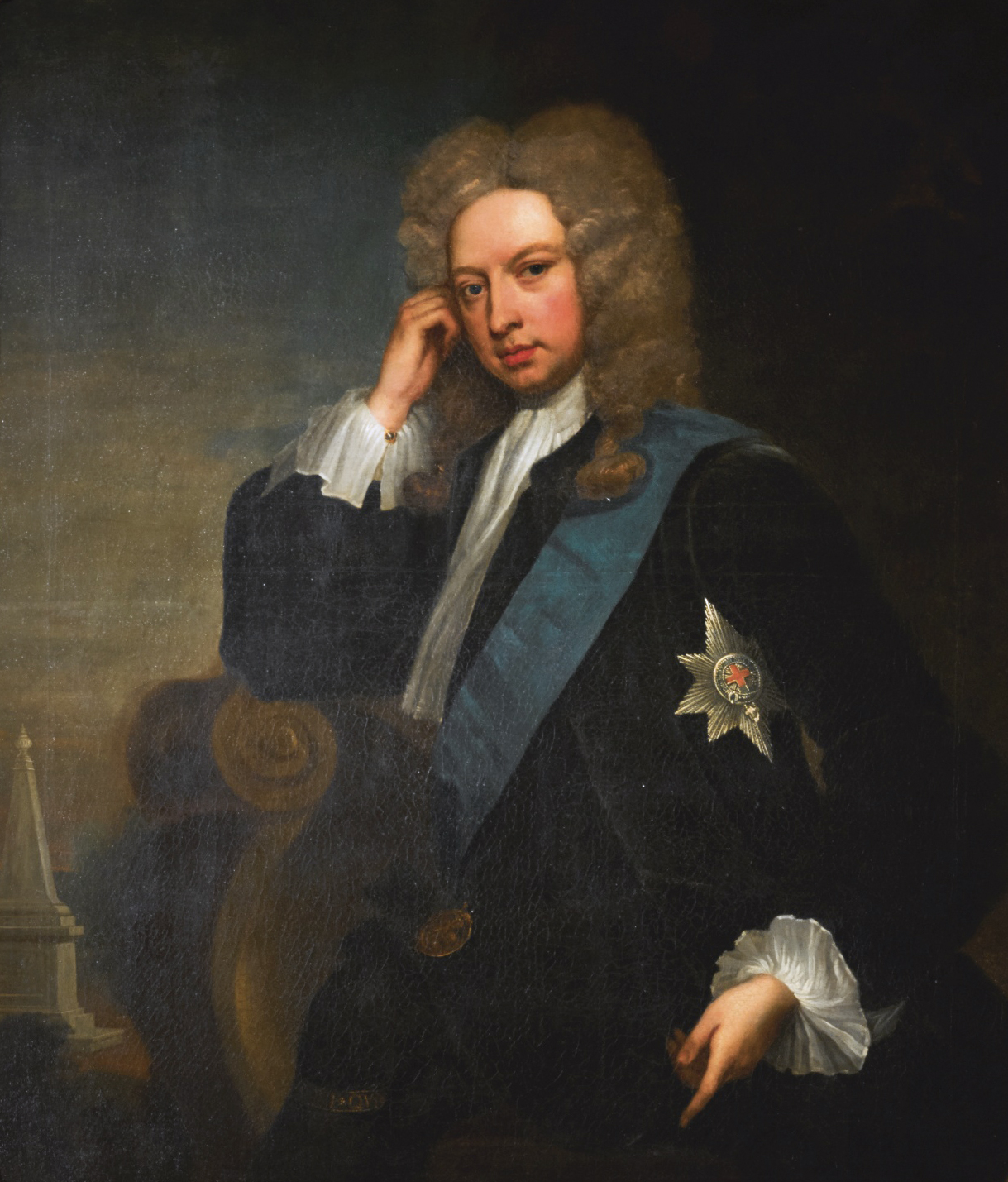
Henry Grey, 1. Duke of Kent (Charles Jervas)

Henry Grey, 1. Duke of Kent KG, PC (* 28. September 1671; † 5. Juni 1740) war ein britischer Peer und Politiker.

## Leben und Karriere
Grey war der einzige Sohn von Anthony Grey, 11. Earl of Kent, und Mary Grey, 1. Baroness Lucas. Im Jahre 1702 erbte er beim Tod seiner Eltern deren Adelstitel.
Er wurde 1704 in den Privy Council aufgenommen und zum Lord Chamberlain of the Household ernannt. Dieses Amt hatte er sechs Jahre lang inne. 1706 wurde er zum Marquess of Kent, Earl of Harold und Viscount Goderich erhoben, 1710 zum Duke of Kent. Nachdem er 1712 in den Hosenbandorden aufgenommen worden war, übernahm er 1716 als Lord Steward of the Household ein weiteres wichtiges Amt am Königshof. 1719/20 war er schließlich Lord Privy Seal.
Neben diesen Hof- und Regierungsämtern war Grey Lord Lieutenant von Herefordshire (1704–1714), von Buckinghamshire (1711–1712) sowie von Bedfordshire (1711–1740). 1739 gründete er mit Thomas Coram und anderen Londons erstes Heim für Findelkinder, das Foundling Hospital.
Nachdem alle drei Söhne vor Grey verstorben waren und aufgrund seines Alters klar war, dass er ohne Titelerben sterben werde, wurde ihm 1740 der Titel eines Marquess Grey verliehen, der ausdrücklich mit dem Vermerk versehen war, dass er auch auf seine Enkeltochter Jemima, das Kind seiner zu diesem Zeitpunkt auch bereits verstorbenen ältesten Tochter Amabel, und deren männliche Nachkommen übergehen könne.
Grey starb im Juni 1740 im Alter von 68 Jahren. Da alle seine Söhne vor ihm starben, erloschen die meisten seiner Titel bei seinem Tod, allein die Titel Marquess Grey und Baron Lucas gingen an seine Enkeltochter Jemima.

## Familie
Grey heiratete in erster Ehe am 16. April 1695 Jemima Crew, eine Tochter von Thomas Crew, 2. Baron Crew, und Mary Townshend. Das Ehepaar hatte mindestens sechs Kinder, von denen fünf als junge Erwachsene starben:
- Anthony Grey, Earl of Harold, 3. Baron Lucas (1696–1723);
- Lord Henry Grey (um 1697–1717);
- Lady Amabel Grey (1698–1727) ⚭ 1718 John Campbell, 3. Earl of Breadalbane and Holland;
- Lady Jemima Grey (um 1700–1731) ⚭ 1724 John Ashburnham, 1. Earl of Ashburnham;
- Lady Mary Grey (1719–1761) ⚭ 1743 Dr. David Gregory;
- Lady Ann Grey († 1733) ⚭ 1727 Lord Charles Cavendish, Sohn des William Cavendish, 2. Duke of Devonshire.

In zweiter Ehe heiratete Grey am 24. März 1729 Sophia Bentinck, eine Tochter von Johann Wilhelm Bentinck, 1. Earl of Portland, und dessen zweiter Frau, Jane Martha Temple. Aus dieser Ehe stammen zwei weitere Kinder:
- Lady Anne Sophia Grey († 1780) ⚭ 1748 Rev. John Egerton;
- George Grey, Earl of Harold (1732–1733).